# Carex laevigata
Laîche lisse
Espèce
Synonymes
- Carex biligularis DC., 1813
- Carex helodes subsp. andalusica H.Lindb., 1932
- Carex helodes sensu P.Fourn., 1935 non Link, 1800
- Carex intacta Samp., 1909
- Carex laevigata var. biligularis (DC.) Asch. & Graebn., 1903
- Carex patula Schkuhr, 1801
- Carex schraderi Schkuhr, 1806
- Carex welwitschii Boiss. ex Steud., 1855
- Edritria laevigata (Sm.) Raf., 1840
- Trasus laevigatus (Sm.) Gray, 1821[1]

Carex laevigata, de nom commun Laîche lisse, est une espèce de plantes vivaces de la famille des Cyperaceae et du genre Carex.

## Étymologie
« Carex » vient « du latin carere, manquer : épi supérieur ordinairement mâle et manquant de graines ; ou du grec cairô, je coupe, ou bien encore carax, fossé : plantes souvent à feuilles coupantes et croissant dans les fossés (Coste) ». Laevigata signifie « lisse ».

## Description

### Appareil végétatif

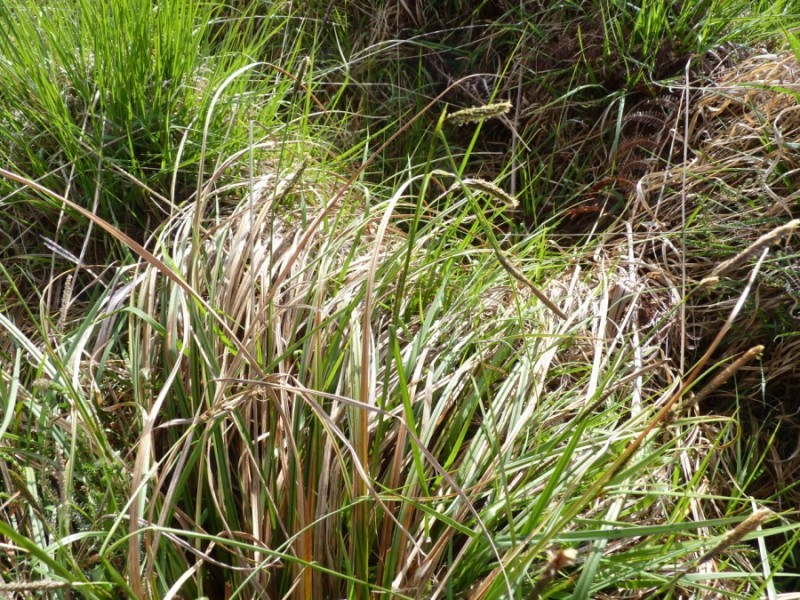
Aspect général.
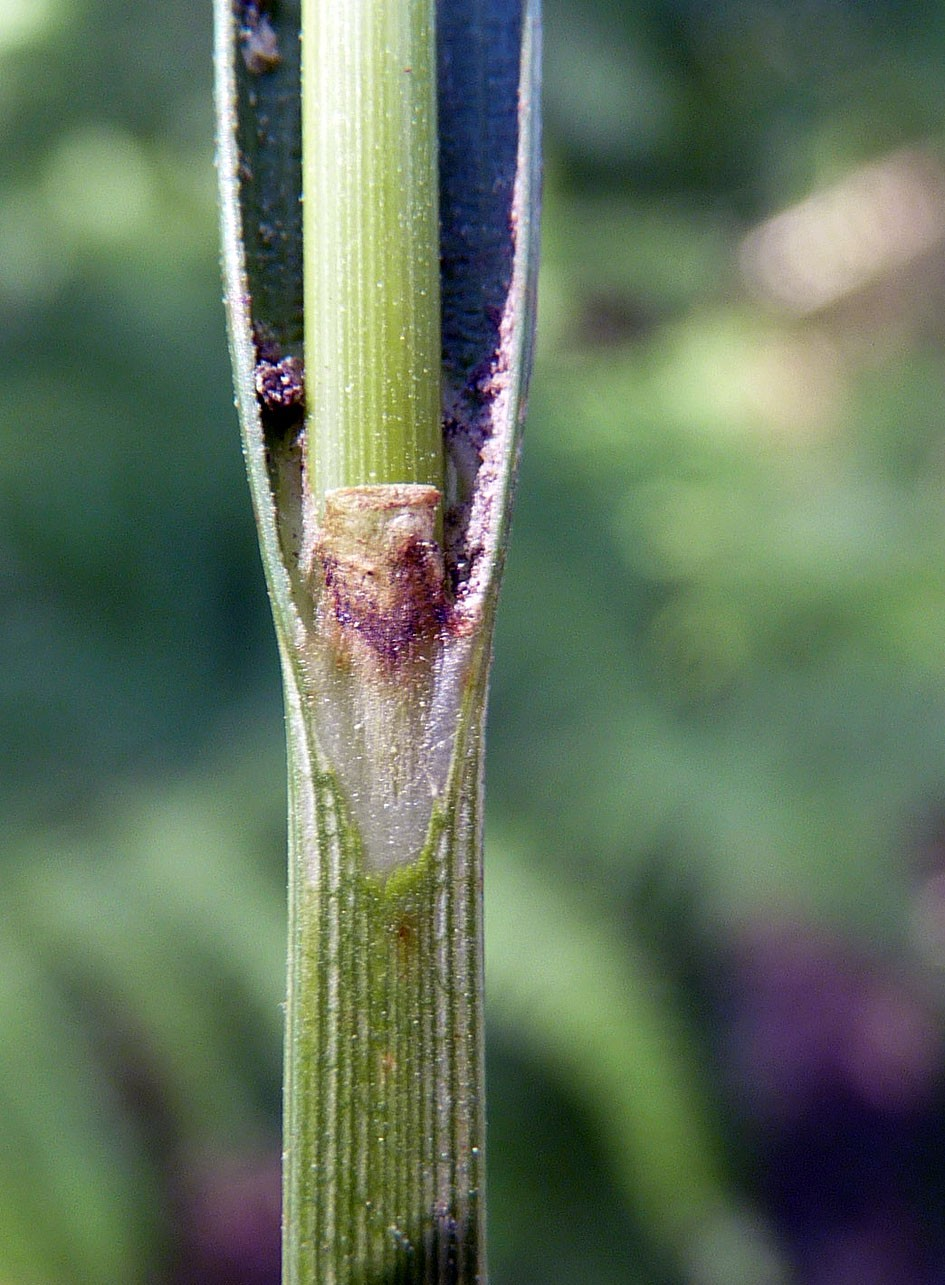
Ligules (détail).

La laîche lisse est une plante vivace à souche épaisse et rampante ; les tiges sont trigones, lisses, robustes, de 40 à 120 cm de hauteur ; les feuilles sont vert pâle, larges, de 4 à 10 mm de largeur, carénées, rudes ; il y a une ligule longue et aiguë, et une antiligule (opposée au limbe foliaire) plus courte et obtuse.

### Appareil reproducteur

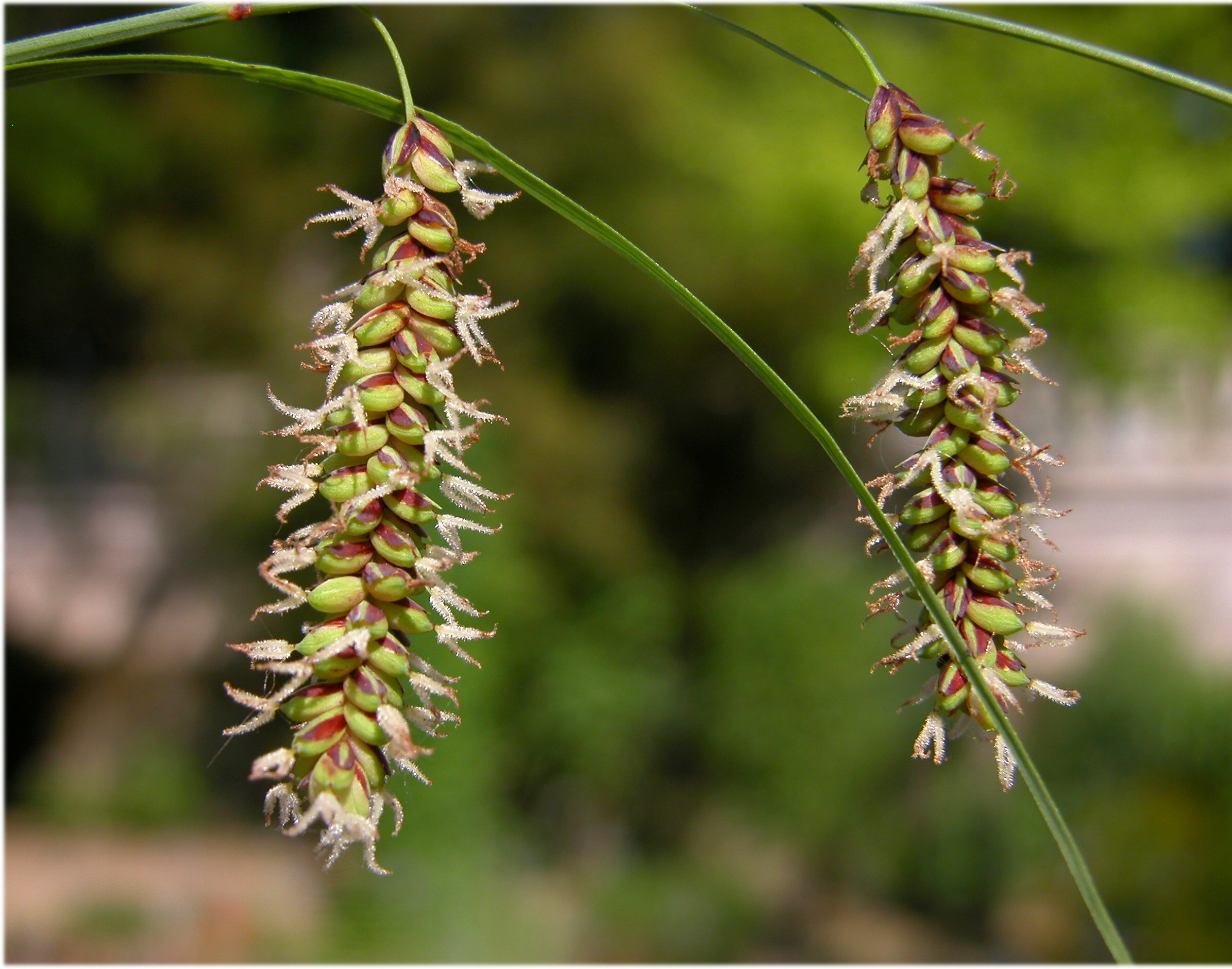
Épis.

L'inflorescence est verte ou vert-brunâtre, espacée ; les bractées sont engainantes, dépassant l'inflorescence, mais plus courtes que la tige ; l'épi mâle unique est rougeâtre, terminal ; il y a 2 à 4 épis femelles espacés, pédonculés, cylindriques, de 3 à 5 cm de longueur ; les écailles femelles sont rousses à nervure vert-blanchâtre, lancéolées et prolongées en pointe ; il y a trois stigmates ; les utricules sont verdâtres, se terminant en long bec bifide et un peu scabre, dépassant l'écaille. La floraison a lieu de mai à juillet.

### Confusions possibles
La Laîche lisse peut être confondue avec de nombreuses autres espèces de laîches ; on peut cependant la caractériser par ses feuilles larges et ses ligules développées.

## Habitat et écologie
Hémicryptophyte, elle pousse essentiellement dans les forêts humides, et particulièrement dans les aulnaies à sphaignes.

## Répartition
L'espèce est présente dans l'ouest, le centre et le sud-ouest de l'Europe, du Portugal à l'Irlande et à l’Écosse jusqu'en Allemagne et en France ; aussi au Maghreb. En France, elle est présente principalement dans l'ouest, en Bretagne, Normandie, Aquitaine et dans une grande partie du Massif central, jusqu'au Morvan ; elle est rare dans le Nord, dans le Bassin parisien et dans les Ardennes ; elle est très rare voire absente ailleurs.

## Menaces et conservation
En France, la laîche lisse semble être en régression sur ses marges sud (sud du Massif central), est (Bassin parisien) et nord (Flandres, Ardennes). Elle est menacée par le drainage agricole et l'intensification de la sylviculture dans les forêts marécageuses. À l'échelle du pays, l'espèce est en « préoccupation mineure » (LC), mais est « en danger critique d'extinction » (CR) en Franche-Comté, Haute-Normandie, Lorraine et Nord-Pas-de-Calais, et « en danger » (EN) en Île de France et Picardie.